# Khashayar Farmanbar
Khashayar Carl Farmanbar[uttal saknas], född 21 september 1976 i Teheran, är en svensk-iransk entreprenör och socialdemokratisk politiker. Åren 2013–2021 var han kommunalråd i opposition i Nacka, innan han den 30 november 2021 tillträdde som energi- och digitaliseringsminister i regeringen Andersson, en position som han behöll till 18 oktober 2022.

## Uppväxt
Farmanbar växte upp i Teheran som son till en tjänsteman på iranska infrastrukturdepartementet och en administrativ assistent på det nationella oljebolaget. Som barn läste han Jules Vernes futuristiska äventyrsberättelser vilket han säger var en avgörande läsupplevelse. Han kom till Sverige som tolvåring, tillsammans med sin familj, som första flyktingfamilj någonsin  i Boden. Under sin uppväxt där spelade han handboll i Hornskrokens IF och gjorde synthmusik.

## Utbildning
Farmanbar är högskoleingenjör i datateknik och har en examen i industriell marknadsföring från Luleå Tekniska Universitet.

## Arbetsliv
Efter sina studier startade han tillsammans med en kollega bolaget Agency9 som producerar mjukvara. 2002–2013 var han företagets verkställande direktör. Företaget såldes till amerikanska ägare 2018.

## Politik
Farmanbar blev medlem i SSU vid 15 års ålder. Han var ordförande för SSU i Norrbotten 1995–2000 och ledamot i SSU:s förbundsstyrelse 2001–2003.
2013 blev han kommunalråd i opposition i Nacka för Socialdemokraterna. Han var också ledamot i Nackas kommunfullmäktige åren 2014 till 2021 och ledamot i regionfullmäktige i Stockholms län åren 2018–2021. Han lämnade uppdragen i kommun- och regionfullmäktige i samband med att han tillträdde som minister.
I februari 2022 utkom forskningsinstitutet Energiforsk med en rapport som visade att med en bibehållen elproduktion i södra Sverige så hade priserna i södra Sverige under hösten varit 30 till 45 procent lägre. I samband med det sade Farmanbar att "Det finns olika beräkningar. Det finns den här rapporten, det finns andra rapporter. Inte minst den Sweco har gjort som pekar i motsatt riktning." När Sveriges Radios program Kaliber efterfrågade rapporten visade det sig att den inte fanns,:11m8s och att Farmanbar hade hämtat uppgifterna från en debattartikel.:11m56s

## Övrigt
Farmanbar var vigselförrättare i fyra säsonger av TV-programmet Gift vid första ögonkastet som sändes 2019, 2020, 2021 och 2022, i SVT.

## Fotnoter